# В тумане (фильм)
«В тумане» — фильм режиссёра Сергея Лозницы, снятый по одноимённой повести Василя Быкова. Картина участвовала в основной конкурсной программе 65-го Каннского кинофестиваля, где была удостоена специального приза ФИПРЕССИ.

## Сюжет
1942 год, Белоруссия оккупирована немецкими войсками. В ходе расследования дела о сходе поезда немцы арестовывают четверых путевых обходчиков. Троих из них казнят, а четвёртого, Сущеню, по непонятным причинам отпускают. Местные жители начинают подозревать его в сотрудничестве с захватчиками. Двое партизан, Буров и Войтик, ночью уводят Сущеню в лес, где собираются убить его как предателя. Однако на месте казни, не успев осуществить задуманное, они попадают в засаду, устроенную оккупантами, которые использовали Сущеню как наживку, чтобы поймать партизан. Буров получает тяжёлое ранение. Сущеня тащит его на себе и вместе с Войтиком они начинают пробираться к партизанам.
Становится ясно, что немцы предлагали арестованному Сущене стать их тайным осведомителем, однако он отказался. Он говорит Бурову, что даже его жена Анеля стала сомневаться в том, не предатель ли он, и сам он предпочёл бы, чтобы его казнили с остальными.
На следующий день, пока Войтик ходит в ближайшую деревню, чтобы раздобыть подводу, Буров умирает. Подводы нет, так как в деревне немцы. Сущеня не бросает тело Бурова и продолжает его нести. Войтик предупреждает, что в отряде Сущеню не ждёт ничего хорошего, но у того уже нет выбора.
Спускается туман. Сущеня и Войтик должны перейти шоссе, чтобы идти дальше, но немцы неподалёку. Сущеня с телом Бурова переходит шоссе незамеченным, однако Войтика замечают и убивают полицаи.
В густом тумане Сущеня, рядом с телами Бурова и Войтика, достаёт из шинели Бурова наган. Туман полностью скрывает происходящее. Раздаётся выстрел.

## В ролях
- Владимир Свирский — путевой обходчик Сущеня
- Владислав Абашин — партизан Буров
- Сергей Колесов — партизан Войтик
- Юлия Пересильд — Анеля
- Никита Перемотов — Гришутка
- Кирилл Петров — Коробан
- Дмитрий Колосов — Мишук
- Степан Богданов — Топчиевский
- Дмитрий Быковский — Ярошевич
- Влад Иванов — Гроссмейер
- Владислав Домбровский — Микитёнок
- Игорь Хрипунов — Мироха
- Надежда Маркина — мать Бурова
- Андрей Вирвич — полицейский
- Зиедонис Локмелис — полицейский
- Питер Клисаукс — Климка
- Клавдия Соловьёва — мать Климки
- Артур Пурвинский — лейтенант Федя
- Сергей Русскин — первый полицай
- Тимофей Трибунцев — второй полицай
- Борис Каморзин — третий полицай
- Михаил Евланов — четвёртый полицай
- Елена Копылова — мать Коробана
- Виталий Червяков — партизан
- Франко Москон — офицер СС
- Григорий Фирсов — командир партизанского отряда

## Отзывы
…наиболее интригующим участником конкурса стал, безусловно, Сергей Лозница — режиссёр, живущий в Германии, снимающий на русском языке и вызывающий в России страстные споры… <…> Спешу успокоить особенно нервных: в новой картине режиссёра «В тумане», снятой по прозе Василя Быкова (по жанру — экзистенциальная драма на партизанском материале), нет ничего особенно шокирующего, а также антипатриотичного. Поэтому он вполне достойно представит Россию (частная компания GP Group вложила средства в эту постановку), как, впрочем, и Белоруссию, и Латвию, и другие страны-копродюсеры.
— Андрей Плахов, «Коммерсантъ», № 71 2012

У русских фильмов об ужасах и подвигах Второй мировой внушительная родословная, вне сомнений берущая начало с обличительной политической пропаганды советской эпохи. <…> Лозница добавляет к переполненному канону противоположный стилистический подход, являющийся интимными размышлениями о Фаустовских дилеммах, встающих перед обычными гражданами под садистским режимом.
 Фильм немного неуклюже заканчивается появлением символичного белёсого тумана и предсказуемым закадровым выстрелом. Но с этой сценой лента прекращает быть историей о конкретной войне, превращаясь в универсальное размышление о человеческом бытие, где война – скорее аллегория жизни, а туман – метафора грядущей неизвестности. Временами тяжёлое, но, в итоге, оправдывающее себя путешествие.
— Стивен Долтон, «The Hollywood Reporter», 24 мая 2012

Старообразным, чуть ли не советским показался некоторым критикам фильм Сергея Лозницы «В тумане», награжденный в Канне призом ФИПРЕССИ и победивший в трудном конкурсном соревновании в Плёсе. Между тем именно в этой «старообразности» проявляется его смелость и современность. Как и Ханеке, Лозница показывает героическую смерть. Его герой Сущеня добровольно уходит из жизни, где любовь оказалась в тени бесчестья.
— Елена Плахова, «Сеанс», 26 июня 2012

Главный вопрос «В тумане»: можно ли в ситуации войны сохранить верность тем моральным принципам, которым был верен всегда. Главный герой-обходчик как раз и пытается сохранить верность принципам. Потому и не идёт на сотрудничество с оккупантами, отвечая им просто: «Я не могу». В итоге он понимает, что для таких людей, как он, в ситуации войны места нет.
— Юрий Гладильщиков, «Московские новости», 22 ноября 2012

## Награды и номинации
- Приз ФИПРЕССИ за лучший фильм основного конкурса на 65-м Каннском кинофестивале.
- Гран-При Шестого кинофестиваля «Зеркало» им. А.Тарковского.
- Главный приз (Золотой абрикос) за лучший фильм на Ереванском международном кинофестивале «Золотой абрикос»[7].
- Главный приз 3-го Одесского международного кинофестиваля за лучший фильм.
- Гран-при XXII международного кинофорума «Золотой Витязь».
- Гран-при за лучший фильм «Золото Лістапада» на кинофестивале Листопад в 2012 году.

## Факты
- Повесть Василя Быкова «В тумане» прежде экранизировалась российскими и белорусскими кинематографистами — «В тумане» (реж. С. Линков, 1992 год) и «У тумане» (реж. С. Гавенка, 1994 год).
- Около входа в рейхскомиссариат, откуда отпускают Сущеню, висят флаги Третьего рейха с левосторонней свастикой, хотя Третий рейх использовал на своём флаге правостороннюю свастику.
- Премьера в РФ — 22 ноября 2012
 Премьера в США — 5 февраля 2013[8]